# Secretaría de Estado de Medio Ambiente
La Secretaría de Estado de Medio Ambiente (SEMA) de España es el órgano superior del actual Ministerio para la Transición Ecológica responsable de dirigir y coordinar la ejecución de las competencias que corresponden a este Departamento en relación con la formulación de las políticas de cambio climático y medioambientales.
En concreto, asume la definición, propuesta y ejecución de las políticas del Ministerio referentes a la prevención de la contaminación y la respuesta frente a la crisis climática; la evaluación ambiental; el fomento del uso de tecnologías limpias y hábitos de consumo menos contaminantes y más sostenibles, acordes con los principios de la economía circular.
Asimismo, es responsable de la protección del medio natural, de la biodiversidad, los montes, la conservación y uso sostenible de los recursos naturales, hábitats y ecosistemas naturales en el medio terrestre y marino, así como la integración de las consideraciones territoriales, ambientales y ecológicas en las actuaciones de su competencia; la definición, propuesta y ejecución de las políticas del Ministerio en materia de agua y gestión del dominio público hidráulico, así como de protección y conservación del mar y del dominio público marítimo-terrestre; la participación en la planificación de la política de investigación en materia de biodiversidad terrestre y marina y la imposición de sanciones por infracciones muy graves reguladas por la Ley del Patrimonio Natural y de la Biodiversidad, en materia de biodiversidad marina. También se encarga de preparar los Consejos de Ministros de la Unión Europea en el ámbito de sus competencias.

## Historia
La Secretaría de Estado fue creada por primera vez durante la IV legislatura, siendo la primera Secretaría de Estado creada en el Ministerio de Obras Públicas, asumiendo la dirección de las políticas medioambientales e hídricas. Se tituló «Secretaría de Estado para las Políticas del Agua y el Medio Ambiente». Para ejercer sus funciones, se estructuró mediante la Secretaría General del Medio Ambiente —que abarcaba política y ordenación ambiental así como meteorología— y la Dirección General de Obras Hidráulicas. A los pocos meses también asumió la Dirección General del Instituto Geográfico Nacional.
En agosto de 1991 sufrió una gran reforma, pues se aumentó su estructura con órganos más homogéneos, dedicados a cubrir las distintas áreas competenciales, a saber: Obras Hidráulicas, Calidad de las Aguas, Costas, Política Ambiental, Instituto Geográfico Nacional e Instituto Nacional de Meteorología. Asimismo, se suprimió la Secretaría General del Medio Ambiente.
La importancia del medio ambiente fue en aumento y, en la siguiente legislatura, se renombró este órgano superior como «Secretaría de Estado de Medio Ambiente y Vivienda», con el objetivo de unificar y permitir así una mejor coordinación de las políticas de suelo urbano y vivienda con las política medioambientales nacionales y europeas. En este sentido, este órgano se encargaba del diseño de la estrategia nacional de medio ambiente basada en el desarrollo sostenible y el uso racional de los recursos naturales, la coordinación de las distintas Administraciones Públicas y su aplicación en el ámbito de las infraestructuras de vivienda, además de desarrollar la política propia de urbanismo y suelo. Añadió a su estructura la Dirección General para la Vivienda y Arquitectura.
En febrero de 1994 se creó el Consejo Asesor de Medio Ambiente. En mayo de 1996, tras la victoria del Partido Popular en las elecciones generales, el nuevo Gobierno de José María Aznar creó por primera vez el Ministerio de Medio Ambiente que desligó las competencias medioambientales de las competencias de obras públicas, perdiendo este órgano superior las competencias sobre vivienda y urbanismo. Asimismo, las competencias sobre aguas y costas se desligaron en una nueva Secretaría de Estado propia y las competencias propias en medio ambiente se mantuvieron, si bien se degradó el órgano a Secretaría General de Medio Ambiente (SGMA), con rango de Subsecretaría. En 2001 se creó la Oficina Española de Cambio Climático.
En 2004 sufre un drástico cambio cuando la SGMA se suprime y sus competencias se reparten en dos nuevas secretarías generales, la Secretaría General para el Territorio y la Biodiversidad y la Secretaría General para la Prevención de la Contaminación y del Cambio Climático. A partir de 2008 las funciones originales de este órgano se reparten entre la Secretaría de Estado de Cambio Climático, la Secretaría de Estado de Medio Rural y Agua y la Secretaría General del Mar.
A finales de 2011 se suprime el Ministerio de Medio Ambiente tras 15 años y sus funciones se integran en el Ministerio de Agricultura, Alimentación y Medio Ambiente. A raíz de esta relevante modificación, se recupera oficialmente la Secretaría de Estado de Medio Ambiente reagrupando las competencias medioambientales e hídricas, algo que se mantiene en la actualidad pero integrada en el nuevo Ministerio para la Transición Ecológica, un ministerio para el medio ambiente como se tuvo entre 1996 y 2011 y que además, agrupa las competencias en energía.

#### Acuaes
En agosto de 2013, el Ministerio de Agricultura, Alimentación y Medio Ambiente (MAGRAMA) y dependiente de la Secretaría de Estado de Medio Ambiente, creó la sociedad estatal Acuaes para reemplazar a las anteriores sociedades estatales ligadas a las confederaciones hidrográficas. En efecto, desde la década de 1990 los distintos ministerios con competencias en agua fueron creando sociedades estatales vinculadas con cada una de las confederaciones hidrográficas del país, como la Sociedad Estatal de Aguas de las Cuencas Mediterráneas S.A. (ACUAMED), la Sociedad Estatal Aguas de las Cuencas del Norte S.A. (AcuaNorte), la Sociedad Estatal Aguas del Júcar S.A., la Sociedad Estatal Aguas de las Cuencas del Sur S.A. (Acuasur), que a su vez vino a unificar las anteriores Hidroguadiana, Acuatajo y Acuavir de décadas anteriores. Acuaes fue presidida desde 2018 por Rosa Cobo Mayoral.

## Estructura
De la Secretaría de Estado de Medio Ambiente dependen los siguientes órganos directivos:
1. La Dirección General del Agua.
2. La Oficina Española del Cambio Climático, con rango de Dirección General.
3. La Dirección General de Calidad y Evaluación Ambiental.
4. La Dirección General de la Costa y el Mar.
5. La Dirección General de Biodiversidad, Bosques y Desertificación.

Como órgano de apoyo y asistencia inmediata al Secretario de Estado existe un Gabinete con nivel orgánico de Subdirección General.
Para el asesoramiento jurídico de la Secretaría de Estado de Medio Ambiente existe una Abogacía del Estado, integrada orgánicamente en la del departamento.

### Adscripciones
Se adscriben a la Secretaría de Estado:
- La Agencia Estatal de Meteorología (AEMET).
- La Sociedad Estatal Acuaes.
- El Fondo de Carbono para una Economía Sostenible (FES – CO2).
- El Fondo de Restauración Ecológica y Resiliencia (FRER)
- La Fundación Biodiversidad.

## Titulares
El secretario de Estado de Medio Ambiente ejerce la presidencia del Organismo Autónomo Parques Nacionales.
- Vicente Albero (6 de mayo de 1991-21 de julio de 1993)[15]
- Cristina Narbona Ruiz (28 de septiembre de 1993-11 de mayo de 1996)[16]
- Teresa Ribera Rodríguez (21 de abril de 2008-30 de diciembre de 2011)[17]
- Federico Ramos de Armas (30 de diciembre de 2011-26 de junio de 2015)[18]
- Pablo Saavedra Inaraja (26 de junio de 2015-23 de diciembre de 2016)
- María García Rodríguez (23 de diciembre de 2016-19 de junio de 2018)
- Hugo Alfonso Morán Fernández (19 de junio de 2018-)[19]

## Presupuesto
La Secretaría de Estado de Medio Ambiente tiene un presupuesto asignado de 2 626 388 220 € para el año 2023. De entre sus órganos directivos cabe destacar la Dirección General del Agua, que asume gran parte del presupuesto de la Secretaría de Estado, sobre todo a través de las Confederaciones Hidrográficas. De acuerdo con los Presupuestos Generales del Estado de 2023, la SEMA participa en quince programas:
| Nº Programa                                                               | Programa | Dotación        | Ref.                 |
| ------------------------------------------------------------------------- | --- | --------------- | -------------------- |
| 452A                                                                      | Gestión e infraestructuras del agua a través de la Dirección General del Agua                                                                         | 297 696 510 €   | [ 20 ]               |
| 452A                                                                      | Gestión e infraestructuras del agua a través de la Dirección General del Agua (MCT)                                                                   | 240 939 800 €   | [ 20 ]               |
| 452M                                                                      | Normativa y ordenación territorial de los recursos hídricos                                                                                           | 9 674 480 €     | [ 21 ]               |
| 452M                                                                      | Normativa y ordenación territorial de los recursos hídricos a través de la Dirección General del Agua                                                 | 386 820 490 €   | [ 21 ]               |
| 456A                                                                      | Calidad del agua a través de la Dirección General del Agua                                                                                            | 214 257 420 €   | [ 22 ]               |
| 456B                                                                      | Protección y mejora del medio ambiente a través de la Dirección General de Calidad y Evaluación Ambiental                                             | 25 174 880 €    | [ 23 ]               |
| 456C                                                                      | Actuaciones para la prevención de la contaminación y el cambio climático a través de la Dirección General de Biodiversidad, Bosques y Desertificación | 210 066 730 €   | [ 24 ]               |
| 456C                                                                      | Actuaciones para la prevención de la contaminación y el cambio climático a través del Organismo Autónomo Parques Nacionales                           | 60 315 600 €    | [ 24 ]               |
| 456D                                                                      | Actuación en la costa a través de la Dirección General de la Costa y el Mar                                                                           | 96 655 450 €    | [ 25 ]               |
| 456M                                                                      | Actuaciones para la prevención de la contaminación y el cambio climático                                                                              | 1 343 240 €     | [ 24 ]               |
| 456M                                                                      | Actuaciones para la prevención de la contaminación y el cambio climático a través de la Oficina Española del Cambio Climático                         | 27 303 910 €    | [ 24 ]               |
| 45DA                                                                      | Digitalización y conocimientos del patrimonio natural a través del Organismo Autónomo Parques Nacionales                                              | 1 489 350 €     | [ 26 ]               |
| 45DB                                                                      | Conservación de la biodiversidad terrestre marina a través del Organismo Autónomo Parques Nacionales                                                  | 81 634 070 €    | [ 27 ]               |
| 45DC                                                                      | Restauración de ecosistemas e infraestructura verde a través del Organismo Autónomo Parques Nacionales                                                | 12 069 110 €    | [ 28 ]               |
| 45DD                                                                      | Gestión forestal sostenible a través del Organismo Autónomo Parques Nacionales                                                                        | 6 333 620 €     | [ 29 ]               |
| 495B                                                                      | Meteorología a través de la Agencia Estatal de Meteorología                                                                                           | 131 258 140 €   | [ 30 ]               |
| 49EC                                                                      | Transición digital en el sector del agua. Otras actuaciones de carácter económico a través de la Agencia Estatal de Meteorología                      | 2 500 000 €     | [ 31 ]               |
| 000X                                                                      | Transferencias internas a través de la Dirección General de Calidad y Evaluación Ambiental                                                            | 2 215 560 €     | [ 32 ]               |
| 000X                                                                      | a través de la Dirección General de Biodiversidad, Bosques y Desertificación                                                                          | 2 453 360 €     | [ 32 ]               |
| 000X                                                                      | a través de la Dirección General del Agua (MCT) | 1 613 040 €     | [ 32 ]               |
| Confederaciones hidrográficas (adscritas a la Dirección General del Agua) | |                 |                      |
| Programas                                                                 | Nombre de la Confederación | Dotación total  | Ref.                 |
| 452A, 456A                                                                | Confederación Hidrográfica del Cantábrico | 25 385 550 €    | [ 20 ] [ 22 ]        |
| 452A, 000X                                                                | Confederación Hidrográfica del Duero | 96 494 890 €    | [ 20 ] [ 32 ]        |
| 452A, 456A, 000X                                                          | Confederación Hidrográfica del Ebro | 109 646 890 €   | [ 20 ] [ 22 ] [ 32 ] |
| 452A, 456A, 000X                                                          | Confederación Hidrográfica del Guadalquivir | 228 497 820 €   | [ 20 ] [ 22 ] [ 32 ] |
| 452A, 45EB                                                                | Confederación Hidrográfica del Guadiana | 66 465 970 €    | [ 20 ] [ 33 ]        |
| 452A, 456A                                                                | Confederación Hidrográfica del Júcar | 54 076 970 €    | [ 20 ] [ 22 ]        |
| 452A; 456A; 00X                                                           | Confederación Hidrográfica del Miño-Sil | 48 162 580 €    | [ 20 ] [ 22 ] [ 32 ] |
| 452A, 000X                                                                | Confederación Hidrográfica del Segura | 116 571 500 €   | [ 20 ] [ 32 ]        |
| 452A; 456A                                                                | Confederación Hidrográfica del Tajo | 69 271 290 €    | [ 20 ] [ 22 ]        |
| Total presupuesto de la Secretaría de Estado de Medio Ambiente            | Total presupuesto de la Secretaría de Estado de Medio Ambiente                                                                                        | 2 626 388 220 € |                      |